# Alberto José Armando
Pour les articles homonymes, voir Armando (homonymie).
Alberto José Armando, né à Santa Fe en 1910 et mort à Buenos Aires le 28 novembre 1988, est un célèbre dirigeant de football argentin.

## Carrière
Armando grandit à San Francisco et ne s'installe dans la capitale argentine que dans les années 1940. Il se rapproche alors du club de Boca Juniors, le célèbre club du quartier La Boca.
En 1954, Armando est nommé président de Boca Juniors à la place de Daniel Gil. Pour sa première saison aux commandes, l'équipe remporte le premier titre de champion d'Argentine du club depuis dix ans. L'année suivante, le musée de l’institution est inauguré à l'occasion de son cinquantenaire. Il est alors contraint de démissionner pour pouvoir s'occuper de sa concession automobile.

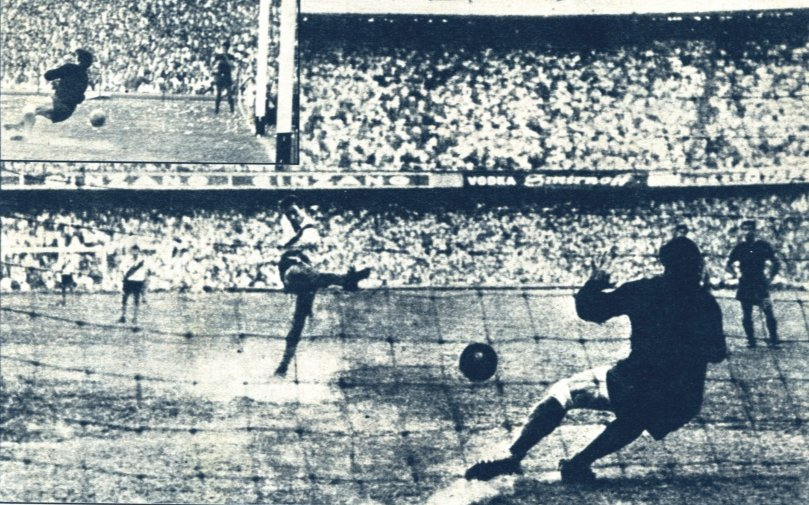
Le gardien de but Antonio Roma face à River Plate en 1962.

En 1960, Armando, qui a diversifié entre-temps ses activités, retrouve la présidence. Il entreprend un programme ambitieux, que ce soit sur le plan sportif qu'en termes d'infrastructures. Il recrute plusieurs joueurs de talent, comme les internationaux Antonio Roma, Silvio Marzolini et Ernesto Grillo (revenu du Milan AC), qui permettent à l’équipe de remporter de nouveaux titres de champion en 1962, juste devant River Plate, puis en 1964 et 1965.
Par ailleurs, Armando fait moderniser la Bombonera et fait l’acquisition en 1963 d'un terrain de 5 hectares à San Justo, dans la région de Buenos Aires, où il installe le centre d'entraînement du club, baptisé La Candela.
Armando envisage par la suite de construire un nouveau stade, doté d'une capacité de 140 000 places. En 1965, le Congrès argentin cède un terrain de 40 hectares au bord de l'eau, au sud de la Costanera Sur, permettant l'édification de cette  Ciudad Deportiva. Mais les difficultés financières du club empêchent le président de lancer le projet, malgré les adaptations apportées au projet.
Après la quête de deux nouveaux titres en 1969 et 1970, Boca connaît une période d'insuccès. Armando fait appel l'ancien sélectionneur national Juan Carlos Lorenzo, qui remporte le titre Nacional en 1976 et enlève l’année suivante les premiers titres internationaux du club boquense : Copa Libertadores (conservée en 1978 et Coupe intercontinentale).
En 1979, le maire Osvaldo Cacciatore revient sur l'accord de 1965 et lève les obligations de construction pesant encore sur le club Xeneize. L'année d'après, Armando se retire, remplacé par Martín Noel, qui arrête toutes constructions encore en cours sur le projet. Quelques années plus tard, le nouveau président Antonio Alegre vend les terrains dont le club est encore propriétaire pour rétablir des finances de plus en plus détériorées, malgré les désaccords exprimés par Armando, qui meurt deux ans plus tard.
En 1995, le club nomme à sa tête Mauricio Macri, dont le père Francisco Macri est l'ancien associé d'Armando dans les affaires. Macri renomme La Bombonera, jusque-là officiellement connu comme le stade Camilo Cichero, du nom de son prédécesseur, Alberto J. Armando.